# Nagiichi
„Nagiichi” (jap. ナギイチ) – czwarty singel japońskiego zespołu NMB48, wydany w Japonii 9 maja 2012 roku przez laugh out loud records.
Singel został wydany w czterech edycjach: trzech regularnych (Type A, Type B, Type C) oraz „teatralnej” (CD). Osiągnął 2 pozycję w rankingu Oricon i pozostał na liście przez 27 tygodni, sprzedał się w nakładzie 451 489 egzemplarzy. Singel zdobył status platynowej płyty.

## Lista utworów
Wszystkie utwory zostały napisane przez Yasushiego Akimoto.

### Type A
| CD | CD                                                            | CD             | CD                   | CD      |
| Nr | Tytuł utworu                                                  | Kompozycja     | Aranżacja            | Długość |
| -- | ------------------------------------------------------------- | -------------- | -------------------- | ------- |
| 1. | „Nagiichi” (jap. ナギイチ)                                    | Shinya Sumida  | Ikuta Machine        | 4:08    |
| 2. | „Rifujin Ball” (jap. 理不尽ボール) (wyk. Under Girls)         | Takahiro Tsuji | Yūichi "Masa" Nonaka | 3:41    |
| 3. | „Saigo no Catharsis” (jap. 最後のカタルシス) (wyk. Shirogumi) | Shintarō Itō   | Shintarō Itō         | 4:35    |
| 4. | „Nagiichi” (jap. ナギイチ) (off vocal ver.)                   | Shinya Sumida  | Ikuta Machine        | 4:08    |
| 5. | „Rifujin Ball” (jap. 理不尽ボール) (off vocal ver.)           | Takahiro Tsuji | Yūichi "Masa" Nonaka | 3:41    |
| 6. | „Saigo no Catharsis” (jap. 最後のカタルシス) (off vocal ver.) | Shintarō Itō   | Shintarō Itō         | 4:35    |

| DVD | DVD                                                                                                   | DVD     |
| Nr  | Tytuł utworu                                                                                          | Długość |
| --- | --- | ------- |
| 1.  | „Nagiichi” (jap. ナギイチ) (Music Video)                                                              |         |
| 2.  | „Saigo no Catharsis” (jap. 最後のカタルシス) (Music Video)                                            |         |
| 3.  | „Nagiichi” (jap. ナギイチ) (Music Video Dance Version)                                                |         |
| 4.  | „Tokuten eizō „NMB48 haru no gakuryoku Test -zenpen-”” (jap. 特典映像「NMB48 春の学力テスト -前編-」) |         |

### Type B
| CD | CD                                                                            | CD             | CD                   | CD      |
| Nr | Tytuł utworu                                                                  | Kompozycja     | Aranżacja            | Długość |
| -- | ----------------------------------------------------------------------------- | -------------- | -------------------- | ------- |
| 1. | „Nagiichi” (jap. ナギイチ)                                                    | Shinya Sumida  | Ikuta Machine        | 4:08    |
| 2. | „Rifujin Ball” (jap. 理不尽ボール) (wyk. Under Girls)                         | Takahiro Tsuji | Yūichi "Masa" Nonaka | 3:41    |
| 3. | „Boku ga mō sukoshi daitan nara” (jap. 僕がもう少し大胆なら) (wyk. Akagumi)   | Yūsuke Itagaki | Yūsuke Itagaki       | 3:56    |
| 4. | „Nagiichi” (jap. ナギイチ) (off vocal ver.)                                   | Shinya Sumida  | Ikuta Machine        | 4:08    |
| 5. | „Rifujin Ball” (jap. 理不尽ボール) (off vocal ver.)                           | Takahiro Tsuji | Yūichi "Masa" Nonaka | 3:41    |
| 6. | „Boku ga mō sukoshi daitan nara” (jap. 僕がもう少し大胆なら) (off vocal ver.) | Yūsuke Itagaki | Yūsuke Itagaki       | 3:56    |

| DVD | DVD                                                                                                  | DVD     |
| Nr  | Tytuł utworu                                                                                         | Długość |
| --- | --- | ------- |
| 1.  | „Nagiichi” (jap. ナギイチ) (Music Video)                                                             |         |
| 2.  | „Boku ga mō sukoshi daitan nara” (jap. 僕がもう少し大胆なら) (Music Video)                           |         |
| 3.  | „Nagiichi” (jap. ナギイチ) (Music Video Dance Version)                                               |         |
| 4.  | „Tokuten eizō „NMB48 haru no gakuryoku Test -kōhen-”” (jap. 特典映像「NMB48 春の学力テスト -後編-」) |         |

### Type C
| CD | CD                                                                                | CD             | CD                   | CD      |
| Nr | Tytuł utworu                                                                      | Kompozycja     | Aranżacja            | Długość |
| -- | --------------------------------------------------------------------------------- | -------------- | -------------------- | ------- |
| 1. | „Nagiichi” (jap. ナギイチ)                                                        | Shinya Sumida  | Ikuta Machine        | 4:08    |
| 2. | „Rifujin Ball” (jap. 理不尽ボール) (wyk. Under Girls)                             | Takahiro Tsuji | Yūichi "Masa" Nonaka | 3:41    |
| 3. | „Hatsukoi no yukue to Play Ball” (jap. 初恋の行方とプレイボール) (wyk. NMB Seven) | Ryūsuke Taira  | Yūichi "Masa" Nonaka | 3:48    |
| 4. | „Nagiichi” (jap. ナギイチ) (off vocal ver.)                                       | Shinya Sumida  | Ikuta Machine        | 4:08    |
| 5. | „Rifujin Ball” (jap. 理不尽ボール) (off vocal ver.)                               | Takahiro Tsuji | Yūichi "Masa" Nonaka | 3:41    |
| 6. | „Hatsukoi no yukue to Play Ball” (jap. 初恋の行方とプレイボール) (off vocal ver.) | Ryūsuke Taira  | Yūichi "Masa" Nonaka | 3:48    |

| DVD | DVD | DVD     |
| Nr  | Tytuł utworu                                                                                           | Długość |
| --- | --- | ------- |
| 1.  | „Nagiichi” (jap. ナギイチ) (Music Video)                                                               |         |
| 2.  | „Nagiichi” (jap. ナギイチ) (Music Video Dance Version)                                                 |         |
| 3.  | „Tokuten eizō „NMB48 feat. Yoshimoto Shinkigeki Vol. 3”” (jap. 特典映像「NMB48 feat.吉本新喜劇Vol.3」) |         |

### Wer. teatralna
| CD | CD                                                                            | CD             | CD                   | CD      |
| Nr | Tytuł utworu                                                                  | Kompozycja     | Aranżacja            | Długość |
| -- | ----------------------------------------------------------------------------- | -------------- | -------------------- | ------- |
| 1. | „Nagiichi” (jap. ナギイチ)                                                    | Shinya Sumida  | Ikuta Machine        | 4:08    |
| 2. | „Saigo no Catharsis” (jap. 最後のカタルシス) (wyk. Shirogumi)                 | Shintarō Itō   | Shintarō Itō         | 4:35    |
| 3. | „Boku ga mō sukoshi daitan nara” (jap. 僕がもう少し大胆なら) (wyk. Akagumi)   | Yūsuke Itagaki | Yūsuke Itagaki       | 3:56    |
| 4. | „Warukii” (jap. わるきー) (wyk. Miyuki Watanabe)                              | Kōta Ogawa     | Yūichi "Masa" Nonaka | 4:02    |
| 5. | „Nagiichi” (jap. ナギイチ) (off vocal ver.)                                   | Shinya Sumida  | Ikuta Machine        | 4:08    |
| 6. | „Saigo no Catharsis” (jap. 最後のカタルシス) (off vocal ver.)                 | Shintarō Itō   | Shintarō Itō         | 4:35    |
| 7. | „Boku ga mō sukoshi daitan nara” (jap. 僕がもう少し大胆なら) (off vocal ver.) | Yūsuke Itagaki | Yūsuke Itagaki       | 3:56    |
| 8. | „Warukii” (jap. わるきー) (off vocal ver.)                                    | Kōta Ogawa     | Yūichi "Masa" Nonaka | 4:02    |

## Skład zespołu
| „Nagiichi” |
| --- |
| - Team N: Mayu Ogasawara, Kanako Kadowaki, Riho Kotani, Rina Kondō, Kei Jōnishi, Miru Shiroma, Aina Fukumoto, Nana Yamada, Sayaka Yamamoto (środek), Akari Yoshida, Miyuki Watanabe (środek) - Team M: Momoka Kinoshita, Eriko Jō, Airi Tanigawa, Ayaka Murakami, Fūko Yagura |

| „Rifujin Ball” |
| --- |
| - Team N: Rika Kishino, Haruna Kinoshita, Kanna Shinohara, Shiori Matsuda, Yūki Yamaguchi - Team M: Riona Ōta, Rena Kawakami, Yūka Kodakari, Yui Takano, Ayame Hikawa, Runa Fujita, Mao Mita, Sae Murase, Natsumi Yamagishi - Kenkyūsei: Yuki Azuma, Yūmi Ishida, Mizuki Uno, Ayaka Okita, Narumi Koga, Arisa Koyanagi, Sorai Satō, Hiromi Nakagawa, Rurina Nishizawa, Momoka Hayashi, Mizuki Hara, Hitomi Yamamoto, Hono Akazawa, Akari Ishizuka, Anna Ijiri, Mirei Ueda, Mako Umehara, Yūri Ōta, Yūka Katō, Emika Kamieda, Konomi Kusaka, Rina Kushiro, Hazuki Kurokawa, Saki Kono, Rikako Kobayashi, Nanami Sasaki, Kamo Sugimoto, Riko Takayama, Sora Togō, Riko Hisada, Arisa Miura, Kanako Muro, Shū Yabushita, Tsubasa Yamauchi |

| „Saigo no Catharsis” |
| --- |
| - Team N: Rika Kishino, Haruna Kinoshita, Riho Kotani, Rina Kondō, Kanna Shinohara, Kei Jōnishi, Aina Fukumoto, Sayaka Yamamoto (środek) - Team M: Yūka Kodakari, Eriko Jō, Ayaka Murakami, Fūko Yagura |

| „Boku ga mō sukoshi daitan nara” |
| --- |
| - Team N: Mayu Ogasawara, Kanako Kadowaki, Miru Shiroma, Nana Yamada, Yūki Yamaguchi, Akari Yoshida, Miyuki Watanabe (środek) - Team M: Kinoshita Momoka, Tanigawa Airi, Ayame Hikawa, Rena Shimada, Ayaka Murakami, Keira Yogi |

| „Hatsukoi no yukue to Play Ball”                                                                                                  |
| --- |
| - Team N: Mayu Ogasawara, Aina Fukumoto, Nana Yamada, Sayaka Yamamoto (środek), Miyuki Watanabe - Team M: Eriko Jō, Airi Tanigawa |

## Notowania
| Lista                             | Pozycja |
| --------------------------------- | ------- |
| Oricon Weekly Singles Chart       | 2       |
| Oricon Yearly Singles Chart       | 12      |
| Billboard Japan Hot 100           | 2       |
| Billboard Japan Top Singles Sales | 2       |